# Cantón de Port-sur-Saône
El  Cantón de Port-sur-Saône  es una división administrativa francesa, situada en el departamento de Alto Saona y la región Franco Condado.
Su consejero general es Jean-Paul Mariot.

## Geografía
Este cantón está organizado alrededor de  Port-sur-Saône en el distrito de Vesoul. Su altitud varía de 206 m ( Chaux-lès-Port) a 417 m (Le Val-Saint-Éloi) con una altitud media de 264 m.

## Composición
El Cantón de Port-sur-Saône agrupa 17 comunas:
- Amoncourt
- Auxon
- Bougnon
- Breurey-lès-Faverney
- Chaux-lès-Port
- Conflandey
- Équevilley
- Flagy
- Fleurey-lès-Faverney
- Grattery
- Mersuay
- Port-sur-Saône
- Provenchère
- Scye
- Le Val-Saint-Éloi
- Vauchoux
- Villers-sur-Port

## Demografía
| 5079 | 5620 | 6054 | 6516 | 6434 | 6775 |
| Para los censos de 1962 a 1999 la población legal corresponde a la población sin duplicidades (Fuente: INSEE [Consultar]) |      |      |      |      |      |